# Кухињица
Кухињица је српски кулинарски часопис који се у форми месечника објављује од 2007 године. Највећи део магазина посвећен је рецептима, али су заступљени и текстови са тематиком правилног начина исхране. Једна од основа уређивачког концепта је приказ нутритивних вредности јела који се у форми табеле објављује уз сваки рецепт. Магазин се, сем у Србији, дистрибуира и у Црној Гори и Босни и Херцеговини, док за подручје Словеније постоји посебно издање на словеначком језику. Аутор и продуцент магазина је Дејан Чавић, а издавач компанија Scorpion production. Пројекат "Кухињице" такође обухвата и телевизијске емисије, као и интернет-портал.

## Магазин

### Историјат
Први број магазина објављен је у априлу 2007. године. Оснвач је била компанија "Scorpion production" са Дејаном Чавићем ако аутором пројекта, док је суиздавач био "Color press group". Магазин се концептуално заснивао на предлозима дневног менија - ручка, доручка и вечере - уз податак о броју калорија које оброк садржи. Главна и одговорна уредница била је Весна Веселиновић Зарић. "Кухињица" је у наредним годинама мењала концепцију и дизајн, али је истицање нутритивних аспеката предложених рецепата остало стуб уређивачке политике. Крајем 2012. године уредник је постао Стефан Јањић, а магазин је концептуално и визуелно освежен почетком 2013.

### Циљна група
Циљну групу магазина "Кухињица" чине жене од 20 до 65 година, будући да је реч о кулинарској тематици. Према истраживању "Strategic marketing"-a, магазин месечно чита око 200.000 људи, од чека их је око 130.000 са територије Војводине.

### Специјали
Поред стандардних, месечних издања, "Кухињица" објављује и тематске специјале. До сада су објављена издања "Хлеб и пециво", "Ситни колачи" и "Слани залогаји". Почетком 2013. године објављен је и кулинарски приручник "Ситни колачи".

## Емисија
До сада је снимљено више телевизијских серијала "Кухињице", од којих је сваки представљао мултимедијални водич за припрему тематски класификованих рецепата. Досадашњи серијали носили су називе "Кухињом кроз свет", "Место за тесто", "Здраво је право", "Две кецеље и маестро" и "Грчка кухиња", а осим рецепата нудили су и нутриционистичке и здравствене савете. Серијали се емитују на више од 45 телевизијских станица широм Србије, Црне Горе, Босне и Херцеговине и Словеније. Поред стандардних, свакодневних издања, једном недељно емитује се и избор најбољих рецепата из протекле седмице. По истраживању AGB-а, ову кулинарску емисију месечно прати око 400.000 гледалаца.

### Емитери
Емисију "Кухињица" приказује низ локалних и регионалних емитера, али и Хепи ТВ као телевизија са националном фреквенцијом и ТВ Лов и риболов као кабловска телевизија.
Eмисија је прво почела да се емитује на Радио телевизији Војводине. (емисија је снимана за РТВ 1)
На територији Војводине емисију преносе станице КТВ Зрењанин, ТВ Бачка Топола, ТВ БАП (Бачка Паланка), ТВ Делта (Нови Сад), ТВ Инђија, HD Music (Нови Сад), ТВ Џет (Кикинда), ТВ К23 (Суботица), ТВ К54 (Сомбор), ТВ Канал 25 (Оџаци), ТВ Мега (Инђија), ТВ Сремска (Шид), ТВ Канал 9 (Нови Сад), ТВ НБ инфор (Нови Бечеј) и 025 Инфо (Апатин).
На територији Централне Србије емисију преносе станице ГЕМ ТВ, Телемарк, ТВ5 Ужице, ТВ Ф Канал, ТВ Флеш, ТВ Јединство, ТВ К9, ТВ Крагујевац, ТВ Куршумлија, ТВ Пирот, ТВ Подриње, ТВ Сезам, ТВ Студио М, ТВ Трстеник, ТВ Крушевац, Нишка ТВ, ТВ Микс Краљево и ТВ Крепољин.
На територији Републике Српске емисију преносе ТВ РТРС, ТВ Бел и Елта HD, док је у Словенији приказују АТВ, Геа ТВ, Пе ТВ, ТВ Ансат, ТВ Идеа, ТВ Ново Место, ТВ РТС, ТВ Спонка, ТВ Теле 49, ТВ Теле, ТВ Весељак и ВТВ.

## Веб портал
Након традиционалних медија, пројектом "Кухињица" обухваћен је и интернет као нови медиј. Веб портал kuhinjica.rs основан је 2011 године, а месечно има око 1.200.000 посетилаца и више од 2.500.000 прегледаних страница, са сталним трендом раста од 3 до 5 одсто на месечном нивоу. На сајту је објављено више од 4.500 рецепата и текстова о здравој исхрани, а у припреми су издања на страним језицима.